# Vila Albano
A Vila Albano é um bairro da zona oeste da cidade de São Paulo, Brasil. Forma parte do distrito da cidade conhecido como Vila Sônia. Administrada pela Subprefeitura do Butantã..
A área fica ao lado da Rodovia Raposo Tavares, Parque Raposo Tavares e Próximo do  Raposo Shopping.   